# Меджид Агаєв
Меджид Орудж огли Агаєв (азерб. Məcid Oruc oğlu Ağayev; 1 січня 1835 р ., с. Тікябанд, Талиське ханство — 31 грудня 1978, с. Тікябанд, Азербайджанська РСР) — пастух, неверифікований довгожитель.

## Життєпис
Згідно з радянськими даними, Меджид Агаєв народився в 1835 році в селі Тікябанд Талиського ханства (нині Леріцький район Азербайджану) .
У 1840-х роках на село напали розбійники і Агаєв був захоплений у рабство до міста Тегерана. Пізніше він був викуплений і повернувся до рідного села .
Почав трудову діяльність у 1847 року . Після жовтневого перевороту Меджид влаштувався працювати у колгоспі чабаном. З 1972 року на всесоюзній пенсії.
Депутат Леріцької районної ради . Голова Ради Старійшин Азербайджану.
Найстарша людина в СРСР з 1973 по 1978 рік.
Помер 1978 року на 144-у році життя.
Агаєву присвячено один із сюжетів випуску № 127 тележурналу «Альманах кіноподорожей».

### Родина
Меджид Агаєв вперше одружився на початку 1860-х років. З першою дружиною мав вісім дітей. Вона померла внаслідок епідемії холери.
Вдруге Меджид Агаєв одружився в 1905 році з 15-річною Кінаназ. Від другої дружини мав сім дітей.
Найстарший син довгожителя народився 1868 року. Останньою дитиною Агаєва була донька Ширінбади, вона народилася, коли Агаєву було 104 роки, в 1941 році.